# Barbados i olympiska sommarspelen 2000
Barbados deltog i de olympiska sommarspelen 2000 med en trupp bestående av 18 deltagare, 12 män och 6 kvinnor, och de tog totalt en medalj.

## Medaljer

### Brons
- Obadele Thompson - Friidrott, 100 m

## Boxning
Mellanvikt
- Shawn Terry Cox
  - Omgång 1 – Förlorade mot John Dovi från Frankrike (→ gick inte vidare)

## Friidrott
Herrarnas 100 meter
- Obadele Thompson
  - Omgång 1 – 10,23
  - Omgång 2 – 10,04
  - Semifinal – 10,15
  - Final – 10,04 (→  Brons)

Herrarnas 200 meter
- Obadele Thompson
  - Omgång 1 – 20,69
  - Omgång 2 – 20,16
  - Semifinal – 20,21
  - Final – 20,2 (→ 4:e plats)

Herrarnas 400 meter
- Fabian Rollins
  - Omgång 1 – 46,85 (→ gick inte vidare)

Herrarnas 800 meter
- Milton O. Browne
  - Omgång 1 – 01:47,63 (→ gick inte vidare)

Herrarnas 110 meter häck
- Victor Houston
  - Omgång 1 – 14,06 (→ gick inte vidare)

- Gabriel Burnett
  - Omgång 1 – 14,23 (→ gick inte vidare)

Herrarnas 400 meter häck
- Victor Houston
  - Omgång 1 – 51,51 (→ gick inte vidare)

Herrarnas 4 x 100 meter stafett
- Gabriel Burnett, Victor Houston, Wilan Louis, Fabian Rollins
  - Omgång 1 – 40,38 (→ gick inte vidare)

Damernas 100 meter
- Joanne Durant
  - Omgång 1 – 11,82 (→ gick inte vidare)

Damernas 200 meter
- Joanne Durant
  - Omgång 1 – 23,90 (→ gick inte vidare)

Damernas 400 meter
- Tanya Oxley
  - Omgång 1 – 54,22 (→ gick inte vidare)

Damernas 400 meter häck
- Andrea Blackett
  - Omgång 1 – 56,31
  - Semifinal – 55,30 (→ gick inte vidare)

Damernas 4 x 400 meter stafett
- Andrea Blackett, Tanya Oxley, Melissa Straker-Taylor, Sherlene Williams
  - Omgång 1 – 03:30,83 (→ gick inte vidare)

## Segling
Mistral
- Oneal Ricardo Marshall
  - Lopp 1 – (37) DNF
  - Lopp 2 – 32
  - Lopp 3 – 32
  - Lopp 4 – (34)
  - Lopp 5 – 31
  - Lopp 6 – 34
  - Lopp 7 – 42
  - Lopp 8 – 31
  - Lopp 9 – 31
  - Lopp 10 – 31
  - Lopp 11 – 33
  - Final – 287 (→ 34:e plats)